# Elias Blumenthal
Elias Friedrich Wilhelm Blumenthal (* 18. August 1790 in Berlin; † 25. Mai 1859 in Potsdam) war ein preußischer Generalmajor.

## Leben

### Herkunft
Seine Eltern waren der Hofrat Karl Friedrich Gottlob Blumenthal und dessen Ehefrau Johanna Sophie Friederike, geborene Oehlmann.

### Militärkarriere
Blumenthal trat im Jahr 1806 als Gefreitenkorporal in das Füsilierbataillon „von Kaiserling“ der Preußischen Armee ein und nahm während des Vierten Koalitionskrieges an den Gefechten bei Sandau, Waren sowie der Schlacht bei Lübeck teil. Nach dem Frieden von Tilsit und der Neuorganisation der Armee kam er Mitte August 1809 als Portepeefähnrich in das 1. Westpreußische Infanterie-Regiment und avancierte Ende September 1809 zum Sekondeleutnant. Während des Feldzuges gegen Russland kämpfte Blumenthal 1812 bei Eckau, Gräfenthal und Tomoscna.
Während der Befreiungskriege nahm er an der Belagerungen von Erfurt und Laon teil. Er kämpfte in den Schlachten bei Bautzen, Dresden, Leipzig, Laon, Paris, Ligny und Belle Alliance. Ferner befand er sich bei den Gefechten bei Dannigkow, Königswartha, Bunzlau, Beauval, May, Claye, Charleroi, Gilly, Villers-Cotterets und Issy. Für sein Wirken bei Leipzig erhielt Blumenthal das Eiserne Kreuz II. Klasse und für Ligny das Kreuz I. Klasse.
Nach dem Krieg stieg er bis Ende September 1819 zum Kapitän und Kompaniechef auf. Mit seiner Beförderung zum Major wurde Blumenthal am 30. März 1836 Kommandeur des I. Bataillons im 26. Landwehr-Regiments ernannt. Daran schloss sich ab dem 30. März 1844 eine Verwendung im 13. Infanterie-Regiment an. In dieser Stellung am 31. März 1846 zum Oberstleutnant befördert, beauftragte man ihn am 20. Mai 1847 mit der Führung des 19. Infanterie-Regiment und ernannte Blumenthal am 18. Januar 1848 zum Regimentskommandeur. Er wurde am 10. Mai 1848 zum Oberst befördert und erhielt am 9. August 1849 seinen Abschied mit Pension. Nach seiner Verabschiedung erhielt Blumenthal am 30. August 1849 den Charakter als Generalmajor und wurde am 4. Oktober 1849 mit dem Komturkreuz II. Klasse des Herzoglich Sachsen-Ernestinischen Hausordens ausgezeichnet. Am 11. Mai 1858 stellte man ihn mit seiner Pension zur Disposition. Er starb am 25. Mai 1859 in Potsdam.

### Familie
Blumenthal heiratete am 31. Mai 1826 in Liegnitz Auguste Karoline Sophie Lehmann (1791–1877), die Tochter des Regimentsquartiermeisters und späteren Regierungsrates Johann Friedrich Lehmann.